# Falsocalleros moleculus
Falsocalleros moleculus är en skalbaggsart som först beskrevs av Green 1951.  Falsocalleros moleculus ingår i släktet Falsocalleros och familjen rödvingebaggar. Inga underarter finns listade i Catalogue of Life.